# Oncopeltus sexmaculatus
Oncopeltus sexmaculatus är en insektsart som beskrevs av Carl Stål 1874. Oncopeltus sexmaculatus ingår i släktet Oncopeltus och familjen fröskinnbaggar. Inga underarter finns listade i Catalogue of Life.